# Chamaebatia

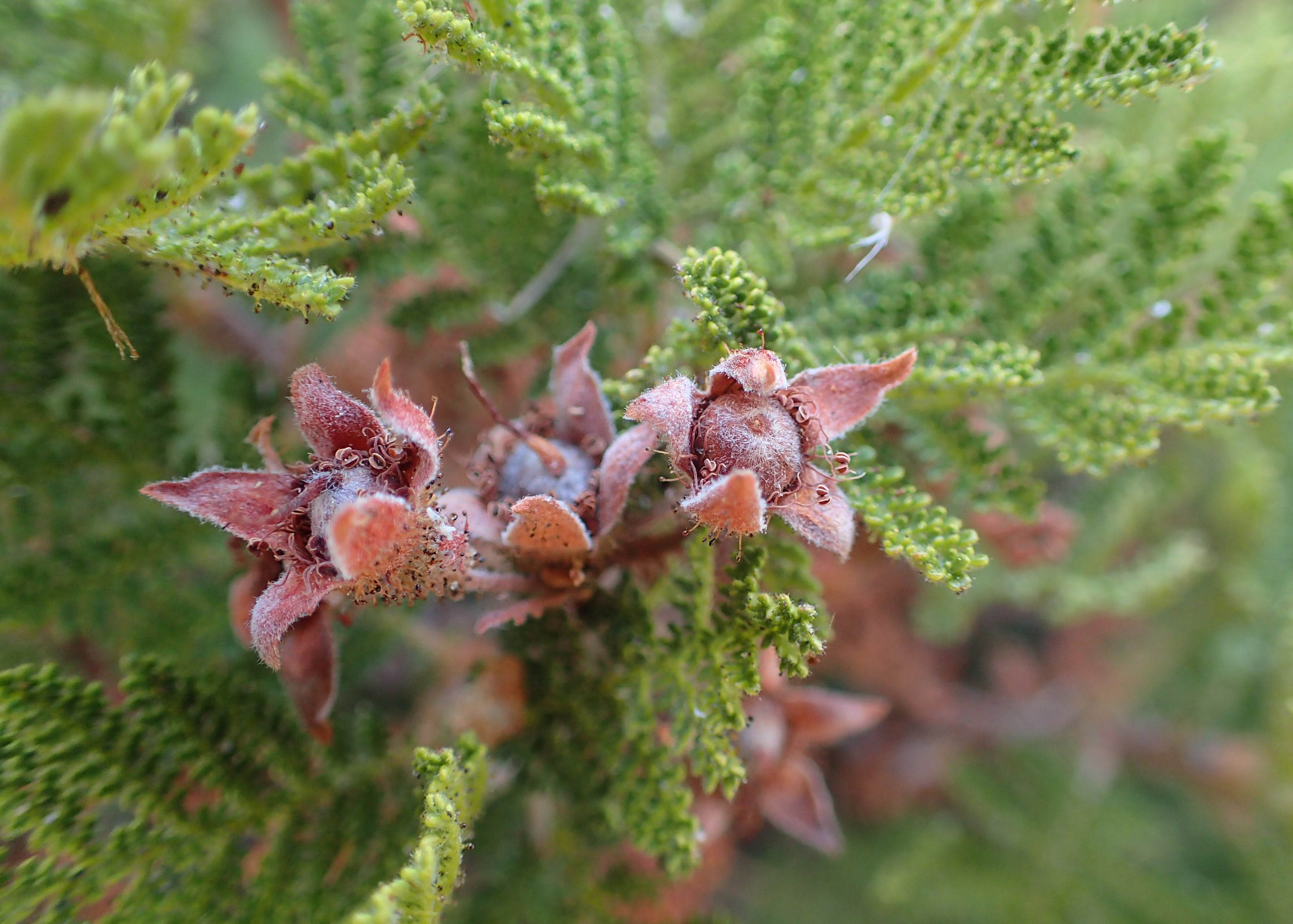
Owoce Chamaebatia foliolosa

Chamaebatia Benth. – rodzaj roślin należący do rodziny różowatych. Obejmuje dwa gatunki. Rośliny te występują w południowo-zachodniej Ameryce Północnej – w Kalifornii i meksykańskim stanie Kalifornia Dolna. Rośliny te rosną na górskich zboczach i w widnych lasach, w których często tworzą gęsty podszyt. Zasiedlanie ubogich siedlisk ułatwia im obecność na korzeniach brodawek korzeniowych, w których żyją promieniowce, mające zdolność asymilowania wolnego (atmosferycznego) azotu.
Rośliny uprawiane są jako rośliny ozdobne. Walorem ozdobnym są aromatyczne i silnie pierzasto podzielone liście oraz białe kwiaty. Ponieważ to rośliny wrażliwe na mrozy, w warunkach Europy Środkowej uprawiane zwykle jako jednoroczne, w każdym razie zawsze wymagają okrywania zimą lub zimowania w szklarni. Sadzone powinny być w miejscach suchych i słonecznych. Rozmnaża się je z nasion lub sadzonek zielnych.

## Morfologia
PokrójZimozielone, ogruczolone i pachnące krzewy. Pędy rzadko rozgałęziające się, osiągają od 10 do 120 cm wysokości.
LiścieSkrętoległe, przylistki w dole przyrośnięte do ogonka liściowego, lancetowate i całobrzegie, w pierwszym roku trwałe, w drugim odpadające. Liście dwu- i trzykrotnie pierzasto podzielone na bardzo delikatne, drobne odcinki. Odcinków pierwszego rzędu jest od 8 do 17 po każdej stronie liścia. Podzielona blaszka jest skórzasta i owłosiona, osiąga zazwyczaj od 3,5 do 7 cm długości i jest szeroko jajowata (Ch. foliolosa) lub lancetowato eliptyczna (Ch. australis).
KwiatyObupłciowe, pięciokrotne, zebrane zwykle po 2–7 w wierzchotkowate kwiatostany na szczytach ulistnionych pędów. Kwiaty osiągają średnicę od 10 do 19 mm. Hypancjum lejkowate, o średnicy do 6 mm, owłosione i ogruczolone. Działki kielicha w liczbie 5, odgięte, trójkątne. Płatków korony pięć, białych, zaokrąglonych, u nasady z krótkim paznokciem, na brzegu zwykle faliste. Pręcików jest od 35 do ponad 65 i są one krótsze od płatków. Zalążnia dolna, tworzona jest przez jeden owocolistek zwieńczona szyjką z równowąskim znamieniem.
OwoceNiełupki ze skórzastą, gładką owocnią, kulistawe, o średnicy od 3 do 5,5 mm. Osadzone w trwałym hypancjum z działkami. Zawierają pojedyncze nasiono.
Rodzaj podobnyTakże w Ameryce Północnej występuje uderzająco podobny gatunek Chamaebatiaria millefolium o jednak mniejszych kwiatach, zalążni złożonej z 5 owocolistków i owocach zawierających kilka nasion. Podobieństwo tych roślin, zwłaszcza w kontekście przynależności do zupełnie różnych podrodzin, określane jest jako „kłopotliwe” i „uderzające”.

## Systematyka
Rodzaj klasyfikowany jest w obrębie rodziny różowatych Rosaceae do podrodziny Dryadoideae Juel.
Wykaz gatunków
- Chamaebatia australis (Brandegee) Abrams
- Chamaebatia foliolosa Benth.